# Nilka (häradshuvudort i Kina, Xinjiang Uygur Zizhiqu, lat 43,79, long 82,50)
Nilka är en häradshuvudort i Kina. Den ligger i den autonoma regionen Xinjiang, i den nordvästra delen av landet, omkring 410 kilometer väster om regionhuvudstaden Ürümqi. Antalet invånare är 157 743. Befolkningen består av 73 884 kvinnor och 83 859 män. Barn under 15 år utgör 22,0 %, vuxna 15-64 år 72 %, och äldre över 65 år 5,0 %.
Runt Nilka är det glesbefolkat, med 15 invånare per kvadratkilometer. Nilka är det största samhället i trakten. Trakten runt Nilka består i huvudsak av gräsmarker.
Genomsnittlig årsnederbörd är 350 millimeter. Den regnigaste månaden är juni, med i genomsnitt 53 mm nederbörd, och den torraste är mars, med 8 mm nederbörd.